# Acacia fasciculata
Acacia fasciculata é uma espécie de leguminosa do gênero Acacia, pertencente à família Fabaceae.